# 百年戰爭年表

百年戰爭的領土變更
1337年－1360年：英國征服
1364年－1389年：法國收復
1415年－1429年：英國征服
1429年－1453年：法國勝利

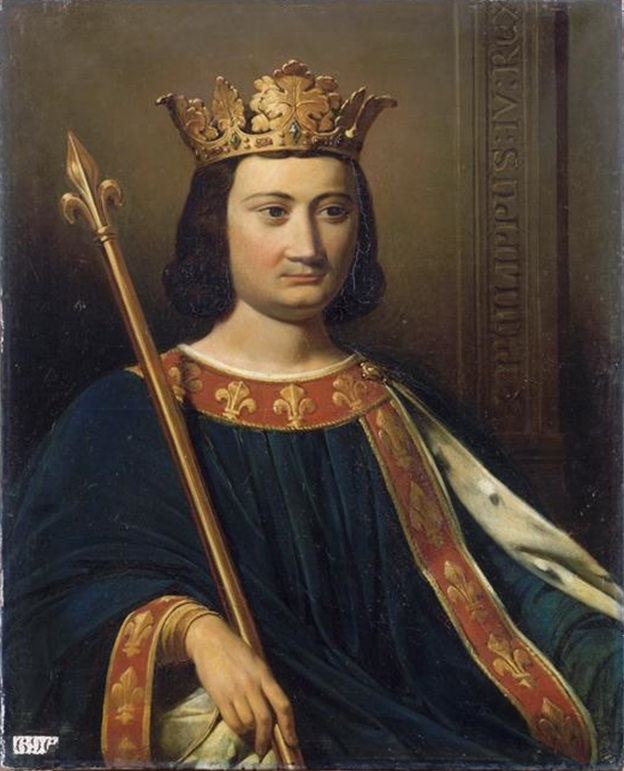
法國國王「美男子」腓力四世是
百年戰爭期間雙方王室的祖先

百年战争是1337年至1453年英格蘭王國與法蘭西王國發生的一系列軍事衝突，因原為法國貴族的英格蘭王室金雀花家族與法國王室的領土爭議而起。這場戰爭交戰雙方的盟友數量眾多且不斷更迭，以致廣義的西欧國家皆被牽扯進來。法國最終戰勝英格蘭，佔領英格蘭控制的大陸領土。
1328年，法王查理四世去世後，身為英王的愛德華三世聲明自己對法國王位的繼承權，但王位最終由瓦盧瓦伯爵腓力繼承。1337年，在法王腓力宣布沒收愛德華在大陸上的領土吉耶訥後，愛德華再次索求法國王位，並為此發動了軍事征服。
1337年，愛德華三世聯合低地諸國對抗法國，但在圍攻圖爾奈期間被迫求和，撤退回到英格蘭。1345年，愛德華規劃從三個地點登陸進攻法國，分別為加斯科涅、諾曼第和布列塔尼。在克雷西會戰的慘敗與加萊的淪陷後，法國與英格蘭簽訂停戰協議。1355年，英格蘭重啟戰火，發動一系列針對平民的騎行劫掠。法軍試圖追擊劫掠部隊，但在普瓦捷战役被擊敗。1360年，英格蘭在進軍巴黎失敗後，與法國簽訂《布勒丁尼條約》，法國割讓大量領土。
1364年，法王查理五世即位後著手解決叛亂貴族與自由傭兵對王室權威的威脅。1365年，法國介入卡斯提爾內戰，特拉斯塔馬拉的恩里克在法國幫助下即位。1369年，雙方正式交戰，英格蘭在蓬瓦蘭與拉羅謝爾的慘敗後喪失陸海兩軍的優勢。1389年，雙方簽訂休戰條約，英格蘭放棄除加萊以外所有大陸領土。
1389年—1415年，雙方處於和平狀態，且都陷入嚴重的統治危機。發瘋的查理六世使法國的政治嚴重混亂，兩派貴族爭奪攝政權，並在日後直接演變成公開內戰，使勃艮第公國成為英格蘭的盟友。1415年，英格蘭再次入侵法國，在阿金库尔战役擊潰法軍，聯合勃艮第攻佔大量法國領土。1420年，英王亨利五世在《特魯瓦條約》中被確立為法國王位繼承人。英格蘭在後來幾年不斷擴張領土，直到在1429年的奧爾良之圍被法軍擊敗。
1429年開始，戰爭勝利的天平倒向法國，其接连收復大片國土。1435年，勃艮第公國在阿拉斯會議後結束與英格蘭的結盟。1444年，焦头烂额的亨利六世被迫簽訂《圖爾條約》，割讓曼恩等地。1449年，法國入侵英格蘭在大陸的領地諾曼第與加斯科涅公國，英格蘭在福爾米尼與卡斯蒂永戰役的接連失敗後，喪失除加萊以外的所有大陸領土。
百年戰爭塑造了法國與英國的民族認同，加速了法國從封建采邑制轉變成中央集權制的過程，并在这一过程中逐步确立了法兰西王室的绝对君权。而在英格兰，这场战争动摇了兰开斯特王朝的统治根基，整个国家随即卷入数十年的血腥内战，封建贵族体系遭到重创，间接促成了日后都铎王朝的集权。諾曼征服以來英法兩國君主混亂的附庸制度得以結束。英語於1362年取代法語成為英格蘭上流社會的官方語言，英王亨利四世成為300多年來第一位以英語為母語的英格蘭國王。法國在這場戰爭中建立了自羅馬帝國以來，西歐的第一支常備軍部隊。火砲技術也在戰爭中快速發展，雙方都大量運用火砲作為攻城利器和野戰，法國將領讓·比羅在戰爭末期建立了當時最先進的火砲部隊，並在卡斯蒂永战役中成為決定戰鬥勝負的力量。

## 註腳
1. ↑  Sumption I 1999，第106頁.
2. 1 2  Byfield 2010，第89頁.
3. 1 2  Knecht 2007，第24頁.
4. 1 2  Seward 1999，第47頁.
5. ↑  Sumption I 1999，第453頁.
6. 1 2  Sumption I 1999，第585頁.
7. 1 2  Sumption II 2011，第438頁.
8. 1 2  Knecht 2007，第32頁.
9. 1 2  Knecht 2007，第33頁.
10. 1 2  Taylor 2013，第119頁.
11. ↑  Allmand 1989，第22頁.
12. 1 2  Sumption III 2011，第675,807頁.
13. 1 2  Knecht 2007，第52頁.
14. 1 2  Barker 2009，第28-29頁.
15. 1 2  Barker 2009，第119頁.
16. ↑  Barker 2009，第124頁.
17. 1 2  Russell 1972，第5頁.
18. ↑  Barker 2009，第325頁.
19. 1 2  Nicolle 2012，第80頁.
20. ↑  Janvrin & Rawlinson 2016，第15頁.
21. ↑  Janvrin & Rawlinson 2016，第16頁.
22. ↑  Preston, Wise & Werner 1991，第84–91頁.
23. ↑  Kinard 2007，第56頁.
24. ↑  Kinard 2007，第63頁.
25. ↑  Nolan 2006，第120頁.
26. ↑  Sumption I 1999，第327頁.
27. 1 2  Sumption I 1999，第343頁.
28. ↑  Taylor 2013，第22頁.
29. ↑  Byfield 2010，第91頁.
30. ↑  Benedictow 2004，第96頁.
31. ↑  Green 2014，第36頁.
32. ↑  Fraioli 2005，第19頁.
33. ↑  Sumption II 2011，第895頁.
34. ↑  Sumption III 2011，第89-92頁.
35. ↑  Sumption III 2011，第142頁.
36. ↑  Neillands 2002，第180頁.
37. ↑  Knecht 2007，第47頁.
38. ↑  Livingston 2015，第168頁.
39. ↑  Neillands 2002，第201頁.
40. ↑  Barker 2015，第107, 114頁.
41. ↑  Nolan 2006，第4, 5頁.
42. ↑  Neillands 2002，第247頁.
43. ↑  Neillands 2002，第229頁.
44. ↑  Fraioli 2005，第80頁.
45. ↑  Barker 2009，第45頁.
46. 1 2  Nolan 2006，第421頁.
47. ↑  Barker 2009，第120-124頁.
48. ↑  Barker 2009，第130頁.
49. ↑  Fraioli 2005，第69頁.
50. ↑  Barker 2009，第323頁.
51. ↑  Barker 2009，第371-374頁.
52. ↑  Nicolle 2012，第35頁.
53. ↑  Nicolle 2012，第41頁.
54. ↑  Nicolle 2012，第45頁.
55. ↑  Prestwich 2017，第152頁.
56. ↑  Neillands 2002，第291頁.